# Simone Schlindwein
Simone Schlindwein (geb. 4. Februar 1980 in Baden-Baden) ist eine deutsche Journalistin und Autorin. Sie lebt in Uganda und arbeitet seit 2008 als Auslandskorrespondentin für mehrere afrikanische Länder bei der taz.

## Leben
Simone Schlindwein war ab dem 16. Lebensjahr Redakteurin bei dem Jugendsender Dasding des SWR. Mit einem studienbegleitenden Stipendium für Nachwuchsjournalisten von der Konrad-Adenauer-Stiftung absolvierte sie eine Journalistenausbildung und studierte von 2001 bis 2006 die Geschichte Osteuropas und Internationale Politik an der Humboldt-Universität zu Berlin sowie Osteuropastudien an der Freien Universität Berlin. Von 2006 bis 2008 arbeitete sie als Korrespondentin für den Spiegel in Moskau. Seit 2008 ist sie Auslandskorrespondentin für Afrika bei der Taz. Sie lebt in Ugandas Hauptstadt Kampala am Victoria-See und reist von dort für ihre Berichte und Reportagen in den Kongo, nach Ruanda, Burundi und in die Zentralafrikanische Republik.
Reportagen und Analysen aus u. a. Uganda von Simone Schlindwein erscheinen seit 2009 auch im Deutschlandfunk, in Le Monde diplomatique, der Deutschen Welle und in der politischen Fachzeitschrift Blätter für deutsche und internationale Politik. Über Feminismus in Ostafrika schreibt sie für das Onlinemagazin Deine Korrespondentin.

## Leistungen und Rezeption
Für ihre langjährigen Recherchen über die Hintermänner von Kriegsverbrechen im Kongo, in deren Folge es 2015 zum ersten Prozess in Deutschland nach dem Völkerstrafgesetzbuch kam, wurde Simone Schlindwein zusammen mit Dominic Johnson 2016 mit dem Journalistenpreis „Der lange Atem“ ausgezeichnet. Sie dokumentierten und analysierten das Verfahren in dem Buch Tatort Kongo - Prozess in Deutschland. Für ihr Buch, am dem auch Bianca Schmolze von der Menschenrechtskampagne „Gerechtigkeit hilft“ in Bochum mitarbeitete, gingen die Autoren arbeitsteilig vor. Dominic Johnson recherchierte in Berlin historische, politische, juristische Hintergründe. Bianca Schmolze verfolgte regelmäßig die Verhandlungstage im Gericht. Simone Schlindwein befragte aktive wie ehemalige Kämpfer im Dschungel des Ostkongo, wo die straff organisierte, sektiererisch katholische FDLR ein staatenloses Gebiet so groß wie Ruanda kontrolliert. Das Buch sei eine ausführliche Darstellung des Gerichtsverfahrens und der gesamten Vorgeschichte, befand Martin Zähringer im Deutschlandfunk und zitierte die Autoren: „Es geht nicht nur um eine juristische Dimension und die mögliche strafrechtliche Verantwortung einzelner FDLR-Führer vor deutschen Gerichten, sondern auch um eine politische Dimension und die historische Verantwortung Deutschlands.“
Schlindwein führte mit 24 Journalisten in 37 afrikanischen und europäischen Ländern ein Rechercheprojekt zur neuen Flüchtlingspolitik der EU durch. Die Ergebnisse veröffentlichten sie 2016 in dem Multimediaprojekt „Migration Control“, das Simone Schlindwein gemeinsam mit ihren taz-Kollegen Christian Jakob und Daniél Kretschmar aufbaute. Ihre Erkenntnisse: Statt Demokratieförderung gehe es der EU in Afrika zunehmend um die Sicherung afrikanischer Grenzen zum Schutz vor illegaler Migration. Dem Projekt folgte das Buch Diktatoren als Türsteher Europas. Laut Günter Beyers Rezension in der Süddeutschen Zeitung ist es „sorgfältig, entwaffnend faktenreich und so aktuell, dass Entwicklungen bis zum Sommer 2017 berücksichtigt werden“. Bekanntlich sei der Umgang mit Migranten innerhalb der EU höchst umstritten. „Auf die Diskussion, ob Migranten aus politischen Gründen ihr Herkunftsland verlassen mussten oder ob sie schlicht ein besseres Leben anderswo im Auge haben, lassen sich die Buchautoren nicht ein. Migration sei für viele Afrikaner altvertraute Gewohnheit.“ Für Georg Auernheimer stellt das Buch „einen wichtigen, aufrüttelnden Beitrag zur politischen Auseinandersetzung dar“. Er hebt die „äußerst gründliche Recherche“ hervor.
Schlindweins Sachbuch Der grüne Krieg. Wie in Afrika die Natur auf Kosten der Menschen geschützt wird - und was der Westen damit zu tun hat wurde für den Preis der Leipziger Buchmesse 2023 nominiert.

## Auszeichnungen
- 2016: Berliner Journalistenpreis „Der lange Atem“, zusammen mit Dominic Johnson
- 2017: Otto-Brenner-Preis zusammen mit Christian Jakob und Daniél Kretschmar für das  Multimediaprojekt „Migration Control“[9]

## Veröffentlichungen
Bücher und Buchbeiträge
- In: Dieter H. Kollmer, Torsten Konopka, Martin Rink  (Hrsg.): Wegweiser zur Geschichte. Zentrales Afrika, Verlag Ferdinand Schöningh, Paderborn 2015, ISBN 978-3-506-78470-4 (pdf auf bundeswehr.de):
  - Bomben für den Frieden? Neue Ansätze der Friedenserzwingung durch die Vereinten Nationen, S. 149–159.
  - »Ganz Afrika im Kleinen«: Fort Lamy/N’Djamena, Bangui, Kamerun, mit Martin Rink und Angelika Diedrich, S. 309–321.
- Tatort Kongo - Prozess in Deutschland. Die Verbrechen der ruandischen Miliz FDLR und der Versuch einer juristischen Aufarbeitung, zusammen mit Dominic Johnson und Bianca Schmolze, Ch. Links Verlag, Berlin 2016, ISBN 978-3-7425-0185-1
- Diktatoren als Türsteher Europas. Wie die EU ihre Grenzen nach Afrika verlagert, mit Christian Jakob, Ch. Links Verlag, Berlin 2017, ISBN 978-3-86153-959-9
  - Sonderausgabe für die Bundeszentrale für Politische Bildung, Bonn 2018, ISBN 978-3-7425-0185-1
  - Dictators as Gatekeepers for Europe. Outsourcing EU Border Controls to Africa, Daraja Press, Ottawa 2019, ISBN 978-1-988832-27-2
- Der grüne Krieg. Wie in Afrika die Natur auf Kosten der Menschen geschützt wird - und was der Westen damit zu tun hat, Ch. Links Verlag, Berlin 2023, ISBN 978-3-96289-188-6

Artikel
- Simbabwe: Lang lebe das Regime! In: Blätter für deutsche und internationale Politik, Januar 2018
- Irgendwo in Afrika: Konsequenzen der Auslagerung der EU-Grenzen. In: Bundeszentrale für politische Bildung, 11. Januar 2019
- Afrika: Die zweifache Katastrophe. In: Blätter, Mai 2020
- Die „grüne Armee“. Die Militarisierung des Naturschutzes und die Folgen in Afrika, mit Daniél Kretschmar, Taz 3. März 2020

Hörfunk-Feature
- Die Militarisierung des Naturschutzes in Afrika. Aufrüstung im Nationalpark, Deutschlandfunk Kultur 2020 (53 Min.)

Studie
- Zwischen Propaganda und Kommerz. Medien(un)freiheit in Südost-, Mittelost- und Osteuropa. Hrsg. Netzwerk Recherche und Friedrich-Ebert-Stiftung, Wiesbaden 2007 (pdf, 113 Seiten)

Report
- Von Deutschland aus gesteuert. Wie FDLR-Präsident Ignace Murwanashyaka von Mannheim aus jahrelang ungehindert die Fäden im Kongo-Krieg ziehen konnte. In: Guerillas im Nebel. Hrsg. Evangelischer Entwicklungsdienst e.V., Bonn 2010, pdf S. 55–67